# Anthologie der russischen weltlichen A-cappella-Chormusik des 19. bis frühen 20. Jahrhunderts
Die Anthologie der russischen weltlichen A-cappella-Chormusik des 19. bis frühen 20. Jahrhunderts (russisch Антология русской светской хоровой музыки a cappella XIX — начала XX века Antologija russkoi swetskoi chorowoi musyki a cappella XIX — natschala XX weka, wiss. Transliteration Antologija russkoj svetskoj chorovoj muzyki a cappella XIX — načala XX veka; mit englischem Titel: Anthology. The Russian Secular Choir Music a Cappella. XIX — early XX) ist eine russische Publikation, die eine Art Lehrbuch zum Themengebiet der Geschichte der russischen Chormusik bildet und sich nach Verlagsangaben an Studierende der Dirigenten- und Chorabteilungen von Konservatorien, Musikschulen und Kulturhochschulen richtet. Die Reihe wird von Elena Svetozarova herausgegeben, mitgewirkt haben N. E. Vasilyeva, N. D. Svetozarova, und T. A. Kitanina.

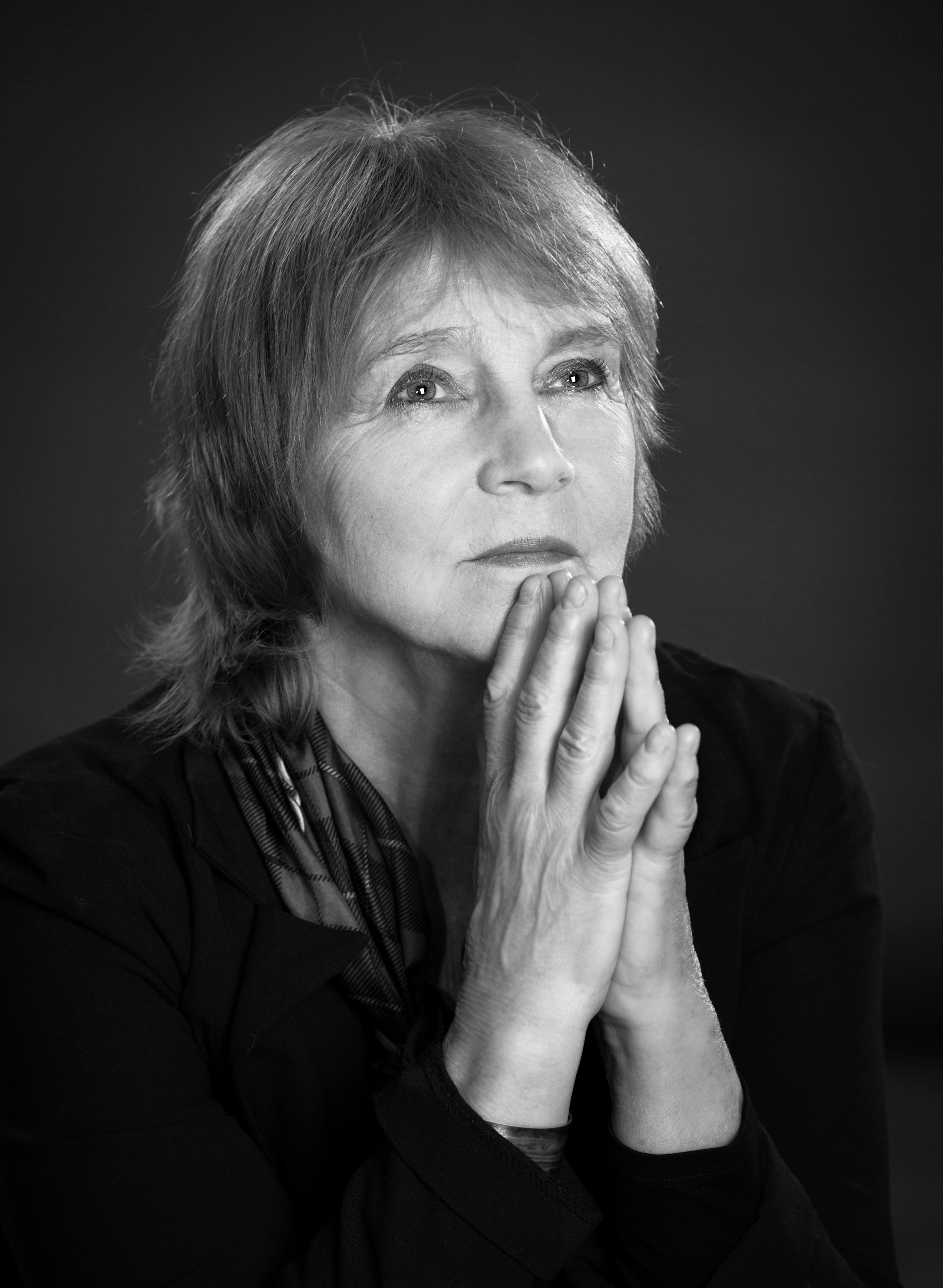
Elena Svetozarova (Herausgeberin der Anthologie)

Die seit 2013 erscheinende Anthologie ist auf 20 Bände dimensioniert, von denen bereits 19 erschienen sind (einige davon sind Doppelbände). Jede Ausgabe ist dem Schaffen eines einzelnen Komponisten gewidmet, der eine wichtige Rolle bei der Entstehung und Entwicklung der russischen Chormusik gespielt hat. Die Einzigartigkeit der Publikation liegt in der Tatsache begründet, dass alle weltlichen Chorwerke dieser Komponisten darin enthalten sind, einschließlich jener, die seit vorrevolutionären Zeiten nicht mehr nachgedruckt oder überhaupt nicht mehr veröffentlicht wurden. Eine jede Ausgabe beginnt mit einem einführenden Artikel, der die Charakteristika des Chorwerks des Komponisten beschreibt. Zusammengenommen bilden diese chronologisch geordneten Aufsätze einen Teil des Vorlesungsverzeichnisses zum Thema Geschichte der russischen Chormusik. Die Ausgabe endet mit einem Anhang, der die vollständigen poetischen Texte in ihrer ursprünglichen Form enthält. Die Sammlung enthält CDs mit Audioaufnahmen aller darin veröffentlichten Chorwerke. Die Aufnahme wurde vom Petersburger Kammerchor unter der Leitung von Nikolai Korniev aufgenommen. Eine Veröffentlichung der russischen weltlichen a-cappella-Chormusik in dieser Form und in diesem Umfang wurde mit diesem Projekt zum ersten Mal durchgeführt.
Sie enthält die a-cappella-Werke der folgenden russischen Komponisten: Aljabjew,  Dargomyschski,  Rubinstein, Rimski-Korsakow, Cui, Tschaikowski,  Nápravník,  Arenski, Ippolitow-Iwanow, Gretschaninow,  Tscherepnin,  Kjoneman, Anzew, Bulytschow, Kastalski, Nikolski, Sachnowski und  Kalinnikow.

## Erschienene Bände
- 1. Alexander Alexandrowitsch Aljabjew (1787–1851) *Klangbeispiel – Texte von W. Schukowski, I. Dmitrijew, N. Jasykow, N. Karamsin, A. Delwig, D. Osnobischin, A. Puschkin, A. Iwanow, I. Wetter, P. Jerschow, W. Küchelbecker u. a.
- 2. Alexander Sergejewitsch Dargomyschski (1813–1869)
- 3. Anton Grigorjewitsch Rubinstein (1829–1894)
- 4. Nikolai Andrejewitsch Rimski-Korsakow (1844–1908)
- 5. und 5а. César Cui (1835–1918)
- 6. Pjotr Iljitsch Tschaikowski (1840–1893)
- 7. Eduard Nápravník (1839–1916)
- 8. Anton Stepanowitsch Arenski (1861–1906)
- 9.  Michail Michailowitsch Ippolitow-Iwanow (1859–1935)
- 10. und 10а. Alexander Tichonowitsch Gretschaninow (1864–1956)
- 11. Nikolai Nikolajewitsch Tscherepnin (1873–1945)
- 12. Fjodor Fjodorowitsch Kjoneman (1873–1937) – Texte von S. Nadson, A. K. Tolstoi, M. Lermontow, A. Maikow, N. Manykin-Newstrujew[6], A. Puschkin und Heinrich Heine (in der Übersetzung von P. Weinberg)
- 13 und 13а.  Michail Wassiljewitsch Anzew (1865–1945)
- 14. Wjatscheslaw Alexandrowitsch Bulytschow (1872–1959) – Texte von I. Koslow, J. W. Goethe (Übersetzung von unbekanntem Autor), A. Fet, I. Surikow, P. Korschenewski, K. Balmont, A. Pleschtschejew, I. Gussew, F. Tjuttschew, K. Aksakow, L. Mei
- 15.  Alexander Dmitrijewitsch Kastalski (1856–1926) – Texte von N. Gogol, I. Nikitin, N. Nekrassow, W. Kamenski
- 16.  Alexander Wassiljewitsch Nikolski (1874–1943) - Texte von A. Puschkin, H. Heine (Übersetzungen von P. Bykow, M. Michailow, P. Weinberg, N. Berg, M. Prachow), M. Rosenheim, A. Koltonowski, K. Balmont, N. Schreiter, M. Lermontow, A. Kolzow,  S. Gorodezki
- 17.  Juri Sergejewitsch Sachnowski (1866–1930) – Texte von I. Bunin, H. Heine (Übersetzung A. Maikow), M. Lochwizkaja, A. Fet

- 18.  Wiktor Sergejewitsch Kalinnikow (1870–1927).
- 19  Pawel Grigorjewitsch Tschesnokow (1877–1944).
- 20 (noch nicht erschienen)